# Dunahidas
Dunahidas (korábban Pruk, szlovákul Most pri Bratislave, németül Bruck) község Szlovákiában, a Pozsonyi kerület Szenci járásában.

## Fekvése
Pozsony központjától 12 km-re keletre, a Kis-Duna jobb partján fekszik. 1947 óta Hideghét tartozik hozzá.

## Nevének eredete és jelképei
Neve a Kis-Dunán itt átvezető híddal kapcsolatos. Az új címerét 2000-ben fogadták el. Kék pajzsban, zöld mezőn álló ezüstruhába öltözött szent, arany nimbusszal. Jobb kezében jobbharánt aranykopját tart, baljában aranycsatos ezüstövet. Előzménye egyházi motívum, Szent Tamást ábrázoló pecsétlenyomat a 17. századból.

## Története
Már a 8. században szláv település volt a helyén.[forrás?]
A falu első fennmaradt írásos említése oklevélben 1238-ban Pruck alakban történt. A faluba a 13. században németeket telepítettek be, akik kiváltságokat is kaptak. Az oklevelek szerint már korábban is volt temploma. 1315-ben említik régi templomát, majd 1335-ben, 1390-ben és a Pázmány-féle jegyzékben.
Egykor az éberhárdi uradalomhoz tartozott. 1562-ben lakói reformátusok lettek. A török elleni és a kuruc harcok következtében elnéptelenedett. A 18. század második felében Karintiából érkeztek német ajkú katolikus telepesek ide, katolikus plébániáját 1762-ben alapították újra.
Vályi András szerint "PRUK. Portalis Német falu Pozsony Vármegyében, az Éberhárdi Uradalomhoz tartozik, lakosai katolikusok, fekszik Éberhárdnak szomszédságában, Püspöki, és Szúnyogdihoz is közel; határja 2 nyomásbéli, legelője kevés, de hasznos; réttyei közel vagynak az erdőhöz."
Fényes Elek szerint "Pruck, német falu, Poson vmegyében, a pesti országutban, a Csalóközben, 753 katholikus 13 evangelikus, 7 zsidó lak. Kis erdő. F. u. az eberhárdi uradalom."
A trianoni békeszerződésig Pozsony vármegye Somorjai járásához tartozott. A németeket 1945-ben kitelepítették, helyükre szlovákok települtek.

## Népessége
| Év:            | 1994. | 2004.   | 2014.    | 2024.    |
| -------------- | ----- | ------- | -------- | -------- |
| Emberek száma: | 1527  | 1594    | 2590     | 4533     |
| Eltérés:       |       | +4,38 % | +62,48 % | +75,01 % |

| Év:            | 2023. | 2024.   |
| -------------- | ----- | ------- |
| Emberek száma: | 4425  | 4533    |
| Eltérés:       |       | +2,44 % |

1880-ban 921 lakosából 549 német, 314 magyar, 10 szlovák anyanyelvű és 48 csecsemő volt. Hideghét 146 lakosából 95 magyar, 28 szlovák, 14 német anyanyelvű és 9 csecsemő volt.
1910-ben 1161 lakosából 1008 német, 121 magyar, 22 szlovák és 10 egyéb anyanyelvű volt. Hideghét 123 lakosából 106 magyar, 16 német és 1 más anyanyelvű volt.
1921-ben 1375 lakosából 1024 német, 288 magyar és 51 csehszlovák volt.
1930-ban 1471 lakosából 1343 német, 82 magyar, 29 csehszlovák és 5 zsidó volt. Ebből 1462 római katolikus, 5 izraelita, 3 evangélikus és 1 egyéb vallású.
2011-ben 2144 lakosából 1883 szlovák és 41 magyar volt.

## Neves személyek
- Itt szolgált Burger György Kristóf (1622–?) evangélikus lelkész.
- Itt szolgált Bognár Gergely (1868-1947) szentszéki tanácsos, kanonok, plébános.
- Itt szolgált Király József (1897-1960) esperes-plébános, újságíró, politikus, országgyűlési képviselő.

## Nevezetességei

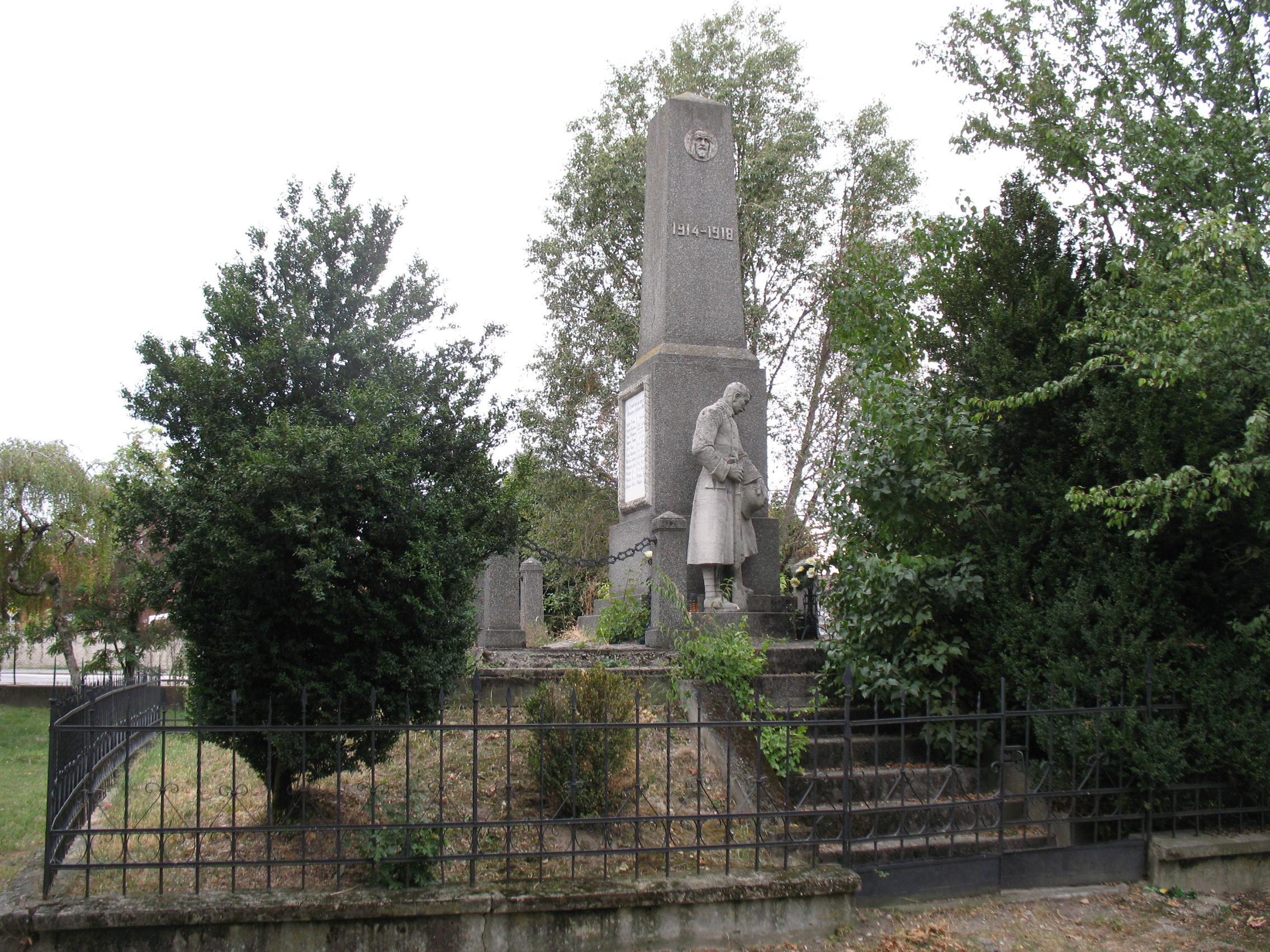
Első világháborús emlékmű
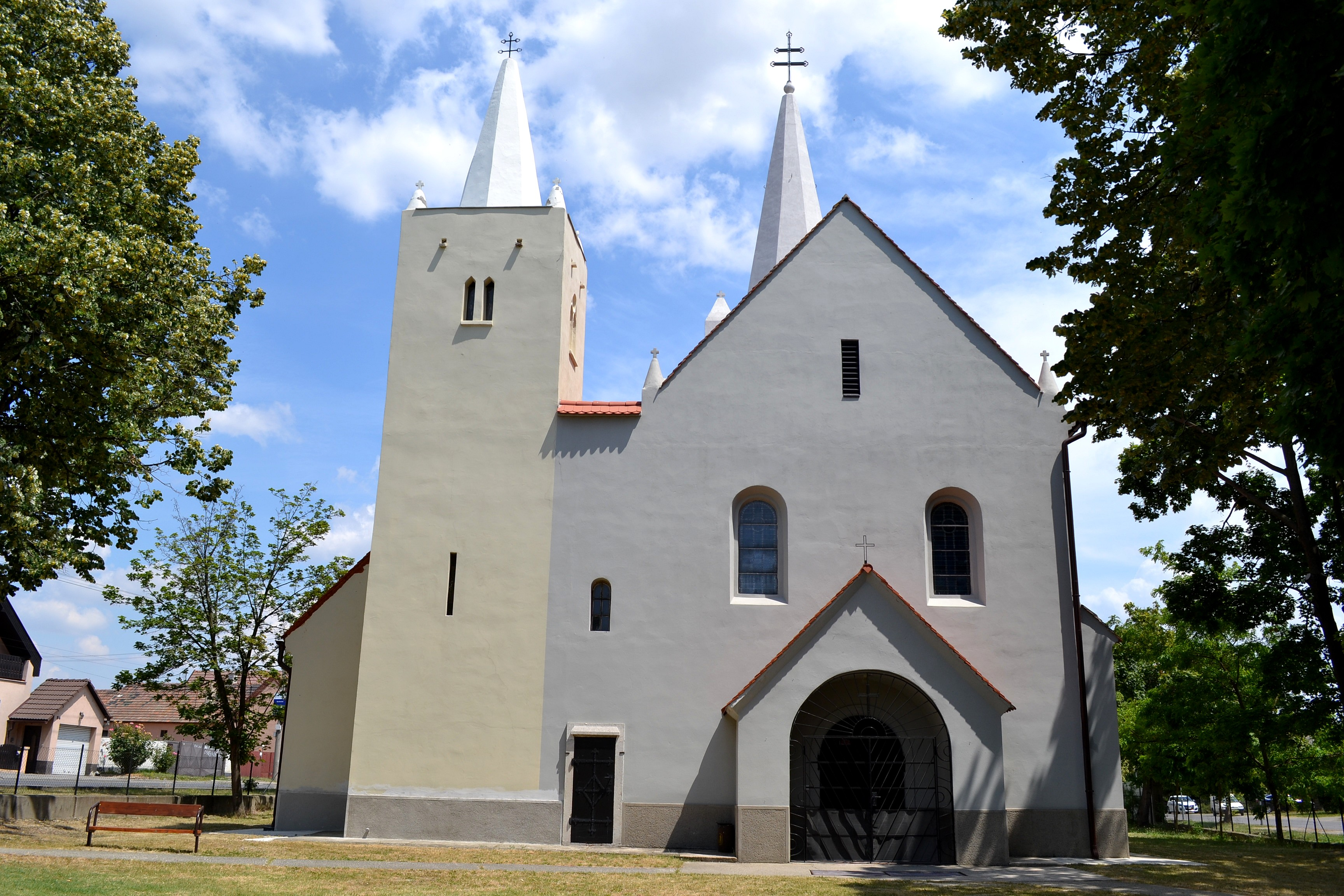
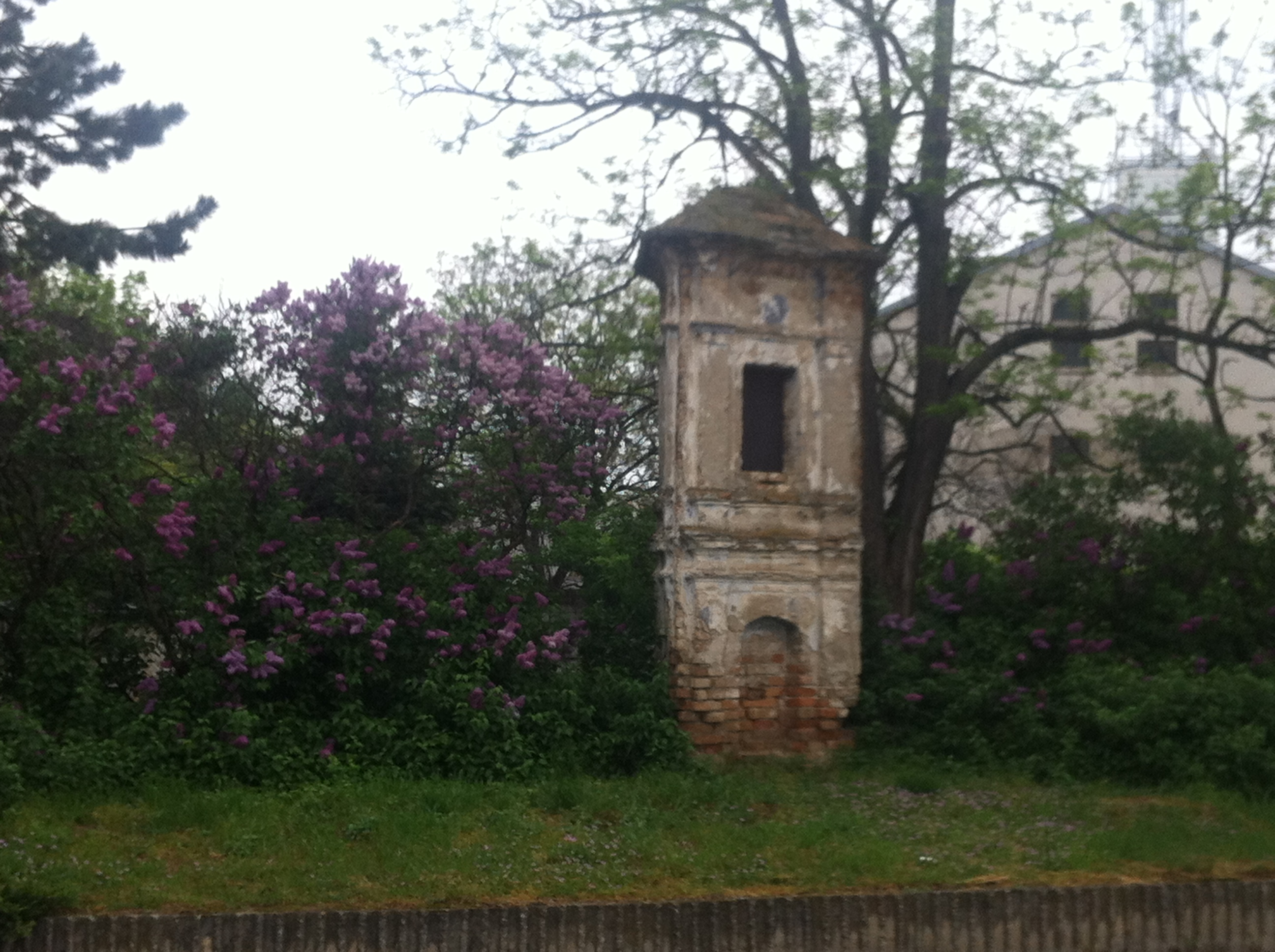

- Gótikus Jézus Szíve temploma a 15. században épült, a 16. század második felében, majd 1910-ben átépítették. Korabeli freskói és 14. századi kő keresztelő medencéje van.
- A Hideghéthy család kastélya a 17. században épült.